# 花園牆外
是派屈克·麥克海爾為卡通頻道創作的美國迷你動畫劇集。這部劇講述了兩位同父異母的兄弟在一片叫做「謎林」的黑森林中旅行，尋找回家的路，並在旅途中遇到了各種詭譎和奇幻的事物。該劇基於麥克海爾的動畫短片《無名墳墓》（英語：Tome of the Unknown），該短片是卡通频道工作室短片開發計劃的一部分。伊莱贾·伍德和科林·迪恩為主角沃特（Wirt）和葛瑞格（Greg）配音，梅兰妮·林斯基為青鳥比翠絲（Beatrice）配音。劇中的配音演員還包括克里斯托弗·劳埃德、蒂姆·克里、畢比·諾維爾什、克里斯·伊薩克、雪莉·瓊斯、托馬斯·列儂、傑克·瓊斯、傑倫·帕克斯頓、约翰·克里斯和薩繆爾·雷米。原聲帶由爆破公司創作。本劇於2014年11月3日至11月7日全週播出。
這是卡通頻道首部迷你劇。麥克黑爾在2004年首次構思該劇，並於2006年向卡通頻道進行提案。經過《阿嗨大冒險》和《探險活寶》等其他卡通頻道節目中的工作後，網絡對麥克黑爾提出的試播集產生了興趣。試播集《未知的捲軸》成為了《謎樣森林》的催化劑。該劇的製作於2014年3月開始，主要在加州伯班克完成，許多藝術家在其他美國城市工作，節目動畫外包給了韓國的Digital eMation工作室。該劇的環境設計體現了19世紀和20世紀的美國風情，而其數位背景則設計成類似於「布朗奈爾畫派」風格的畫作。
該劇獲得了電視評論家的高度評價，他們稱讚了其氛圍和角色設計。2015年，該劇贏得了艾美獎最佳動畫節目及最佳動畫個人成就獎。麥克黑爾創作了一部單篇漫畫書改編作品，並委託製作了四個後續期刊。後來，這項作品擴展為一個持續的漫畫系列，共出版了20期，並繼續以一系列圖像小說和漫畫迷你劇的形式發行。

## 故事簡介

### 開場白
原文句子
Somewhere lost in the clouded annals of history,lies a place that few have seen.A mysterious place, called The Unknown.Where long-forgotten stories are revealed to those who travel through the wood.
中文對照
在被歷史雲霧隱沒的某處，有個鲜為人知的地方。一個神秘之地，稱為"迷林"。在這，一些早已被遺忘的故事，將再次向穿越森林的旅人們揭示。
沃特和葛瑞格是一對兄弟。他們莫名地進入了一片詭譎又陰暗黑森林-"迷林"。在四處尋找回家的路途上，兩兄弟遇到了一隻會說話的青鳥、一位陰鬱的樵夫，和潛伏在迷林，人人都懼怕的神秘"野獸"。

## 登場角色

### 主要
- 沃特 / 歐特（Wirt）

配音：伊莱贾·伍德 Elijah Wood（美國）；張宇豪（台灣）
故事主角。Greg同母異父的哥哥。是一位害羞又內向的高中生。
初登場於短片:Tome of the Unknown。在短片裡可以看到他懂得駕駛和修理車子。
頭上戴著一頂紅色尖帽，披著一件藍色的樂隊外套，右腳穿著黑色鞋子，左腳則是灰色的鞋子。
個性鬱悶、悲觀、多疑，愛鑽牛角尖，但心地善良。只是會習慣性的思考許多負面的景像或壞事。
喜歡朗誦詩句(獨自一人或是夜晚的時候)和吹奏單簧管，也精通一點建築(見第五集)。會說一點日文(見第九集)。
做事態度消極，常常在做出決定後又打退堂鼓，而Greg總是"主動"的幫忙做他想做又不敢做的事，卻又常惹出一堆"麻煩"，所以初期很討厭Greg。每次遇到危險時，都會習慣性的丟下Greg逃跑，從沒想過要正面應對恐懼。
曾因為意志消沉而差點走不出迷林，但是Greg的自我犧牲，才讓他重新體悟到自己的自私和無用。最後他選擇正面對抗野獸，還破解了野獸的弱點，幫樵夫和比翠絲解開了束縛的魔咒。
故事最後因解開心結而成功的帶著虛弱的Greg離開迷林，也鼓起了勇氣和心儀的女生講話。
名字在德文代表"地主、主人"。
- 葛瑞格 / 小雷 /小葛（Greg，全名Gregory）

配音：Collin Dean（美國）；謝佼娟（台灣）
故事的另一位主角。是Wirt同母異父的弟弟。
初登場於短片:Tome of the Unknown。在短片裡喜歡看到新奇事物時大叫，常把Wirt 和Beatrice 嚇出一身冷汗。
穿著白色襯衫，綠色吊帶褲。頭上頂著一個倒立的水壺。
個性開朗、樂觀、天真，富有強烈的好奇心，喜歡凡是往好的方面思考。很有冒險精神，但討厭上學。
做事積極向上，通常是想到什麼就做什麼。喜歡唱歌跳舞。常好心的幫自己內向的哥哥Wirt做事，不過每次都會為Wirt帶來"麻煩"，所以初期被Wirt 討厭。儘管被Wirt 冷漠對待，他還是全心全意地鼓舞著自己的哥哥。
手上總是抱著一隻巨大的青蛙，並時常幫他取各式各樣的名字。
因為對凡事都抱持著"只要下定決心，就能實現"的積極想法，原本可以離開迷林，但知道Wirt 無法一起離開後，選擇以自己的性命來交換Wirt 的自由。(一部分是為了救Wirt，另一部分是為了補償自己的罪行:偷拿走一塊石頭)
因Wirt 良心發現並跑回來救他，所以最後跟著Wirt一起離開迷林，也和Wirt 建立更深的兄弟情。
名字有"警告、警惕"的意思。
- 比翠絲（Beatrice）

配音：Natasha Leggero (短片)/ 梅兰妮·林斯， Melanie Lynskey（美國）；楊惟軫（台灣）
一隻藍色、愛嘮叨的小鳥。過去是一名紅髮，臉上長雀斑，穿著藍色裙子的少女。因對一隻鳥丟石頭，導致自己和全家都被變成鳥。
初登場於短片:Tome of the Unknown。在短片裡，她是一開始就跟著兩兄弟一起旅行。
在這部片裡，她和兩兄弟是在迷林裡初次相遇並試著帶他們去見"好女人"阿德蕾。
一開始和Wirt 不合，因為Wirt 總是故意和她唱反調。後來兩人一起被困在衣櫃裡時，互道出彼此的黑暗過去，感情才稍微變好(見第5集)，她甚至還鼓勵Wirt 去克服在眾人面前演奏的弱點(見第8集)。
雖然被阿德蕾以魔法剪刀做為解除魔咒的交換條件，幫忙把兩兄弟引到她這來，但是中途反悔，並透過新鮮的空氣消滅了阿德蕾，但被Wirt 誤會，和兩兄弟分開，但是分開後還是一直在找他們。
故事最後因為和Wirt 解開誤會，且拿回了魔法剪刀，成功的解除自己身上和家人的魔咒，和全家團聚。
名字有"航海者、旅行者"的意思。取自但丁神曲裡，但丁單相戀的情人Beatrice，她同時也是陪伴但丁到天堂的女子。
- 葛瑞格的青蛙 / 嘎嘎（Greg's frog[6][4]，後取名為Jason Funderburker）

配音：Jack Jones（美國）；符爽（台灣）
一隻綠色的巨大青蛙。總是被Greg 抱在懷裡或是戴在頭上。
初登場於短片:Tome of the Unknown。在短片裡完全沒發出任何聲音，或是講過話。
在這部片裡，他是Greg 在牆外的鐵軌附近的草叢裡找到的，並跟著兩兄弟一起來到迷林。
起初看似一隻不會說話，只會呱呱叫的普通青蛙，但是曾在青蛙郵輪上開口唱歌，還獲得滿堂彩。
名字有很多種，像是“貓咪”(Kitty)、“沃特”(Wirt)、“小沃特”(Wirt Jr.)、喬治·華盛頓(George Washington)、班傑明·富蘭克林(Benjamin Franklin)等等。最後由Wirt 為他取名為"Jason Funderburker"。
於片頭和片尾曲以彈奏鋼琴的方式出場和退場(主題曲也是由他的配音員演唱和撰寫)。
- 樵夫（The Woodsman）

配音：克里斯托弗·劳埃德，Christopher Lloyd （美國）；陳幼文（台灣）
本名不詳，本職是法官，後來和家人一起搬進森林(參漫畫第四篇)。身穿黑色外套，帶著一頂黑色帽子，一手拿著斧頭，另一手提著一盞黑色燈籠。是一位神秘又悲哀的角色。
初登場於第1集。是兩兄弟第一個在迷林裡遇到的人。
不斷的警告兩兄弟有關野獸的事，並要他們無論發生什麼事都要抱持著希望。後來被Wirt 誤當成野獸而被兩兄弟閃躲著，儘管如此，他還是暗地裡守護著兩人。
故事後期可以得知他其實有一個女兒，但是莫名的消失在迷林裡。為了救回自己的女兒，不得已和野獸交換條件:砍下雪絨木，用雪絨木榨出來的黑油來維持黑色燈籠裡的火光。
在最後發現了雪絨木的"真相"，並為了救Greg 和野獸對打，但是中途打輸。
聽到了Wirt 的假設:燈籠其實是野獸的生命後，不顧野獸的勸誘，把燈籠裡的火光吹熄，終止了野獸的生命，也和自己消失的女兒重逢。
- 野獸（The Beast）

配音：Samuel Ramey（美國）；陳彥鈞（台灣）
潛伏在迷林裡，全身由黑影包覆，只露出兩雙發光眼睛和一對大鹿角的神祕生物。被迷林裡的居民懼怕著。本體是一株由扭曲的臉孔所組成的枯樹。
會用唱歌的方式引導失落在迷林裡的生命(尤其是小孩子)，趁他們失去生存意志後，將其轉變為一棵棵的雪絨木，再利用木頭榨出的黑油來供給自己的黑色燈籠。
故事一開始便帶走了樵夫失蹤的女兒，以她的性命和燈籠息息相關來威脅樵夫替自己工作。
原本想把意志消沉的Wirt 變成雪絨木，但因為Greg 自我犧牲，所以安排Greg 站在雪地裡，讓他慢慢凍死，再把Greg 變成雪絨木。不過他的詭計被樵夫撞見，兩人大打出手。在擊敗了樵夫後，原本想用同樣的手段，趁機讓Wirt 接替樵夫的工作，但被機警的Wirt 拒絕，還被發現他的生命一直存活在黑色燈籠裡。最後被發現真相的樵夫吹熄了燈籠裡的火焰而消失。

### 其他
- 比翠絲的狗(Beatrice's dog)

登場於第1、10集。原是一隻白底，帶有橘色斑紋的狗，因誤吞下一隻黑色烏龜而變成一隻全身佈滿黑油的巨大怪物。
跟著Greg 沿路撒下的糖果路線而追到了磨坊，並不停地追趕兩兄弟。最後因失足而從屋頂摔落，剛好被水車的輪子夾到，連帶地把體內的黑色烏龜給吐出，恢復原本的模樣。
因Beatrice 一家恢復人形，跟著一家人回到原本的家裡(磨坊)生活。
- 伊納克（Enoch）[7]

配音：Chris Isaak（美國）；陳彥鈞（台灣）
登場於第2、10集。Pottsfield的領袖。外表是一座巨大的南瓜布偶，真實模樣是一隻黑貓(或貓妖精Cat sìth)。
聽到兩兄弟闖入祭典又踩到了他們的農作物，以擅闖、破壞，和叨擾寧靜為由，強迫兩兄弟以農業勞力和挖洞來贖罪。起初被Wirt 誤以為是要挖洞把兩人活埋，但後來知道是要請兩人幫忙挖出她們的同伴，邀他們一起加入慶典。
曾告訴Wirt 總有一天他會加入他們的行列，暗示著這裡不是活人能來的地方。
- 波茲斐的居民（Pottsfield Resdients）

配音：歐祖豪、王貞令、孫中台（台灣）
登場於第2集。所有居民都穿戴著南瓜頭，或是農作物所做成的衣服，圍著Enoch跳舞，剝玉米。真面目是一群骷髏頭。
初次見到兩兄弟時，其中一人曾詢問兩人來這裡會不會"太早了"，暗示著這裡不是活人能來的地方。
- 朗翠女士（Ms. Langtree[11]）

配音：Janet Klein（美國）；王貞令（台灣）
登場於第3、10集。動物學校的老師。多愁善感。
會用唱歌的方式來教導動物，但是剛和情人分離而難過，以至於唱出來的歌曲和音樂也非常的憂傷。
因為被父親要脅要關閉學校而照著父親要求，剝奪了動物學生的樂趣，其實內心裡也很不捨。
之後因Greg 籌辦了一場音樂會來募集資金，知道學校有救了而恢復笑臉。Wirt 也意外幫她找回了她的情人吉米。兩人最後一起帶著動物學生們參觀馬戲團。
- 朗翠先生（Mr. Langtree）

配音：Sam Marin（美國）；孫中台（台灣）
登場於第3集。
Ms. Langtree嚴肅的父親。身穿一件黑色大衣，帶著眼鏡，黑色帽子。脫掉上衣後，可以看到他其實只是一位瘦弱的老人。
為了蓋了一所理想中的學校而散盡家產，為此禁止上課時胡鬧或搗蛋，剝奪了動物學生們的快樂。其實內心裡一直很自責，因為自己沒有能力繼續投資學校。
後來因為Greg偷了他打算要變賣的樂器並籌辦了音樂會來募集資金而重拾微笑。
- 吉米（ Jimmy Brown）

配音：Thomas Lennon（美國）；符爽（台灣）
登場於第3、10集。和Ms. Langtree分開的情人。其實是為了賺錢來迎娶Ms. Langtree，才跑到馬戲團裡打工。
過程中，因為被困在大猩猩的道具服，不停的張牙舞爪想找人幫忙，但反而把人給嚇跑，還在學校附近引起一陣騷動。
之後因Wirt 被自己的鞋帶絆倒，把他撞到，才成功掙脫這身道具服，和Ms. Langtree相逢。兩人最後一起帶著動物學生們參觀馬戲團。
- 動物學生們（The Animal Students）

登場於第3、10集。穿著衣服，在Ms. Langtree所開設的學校上課。不會說話，但擅長演奏樂器。原本被Ms. Langtree剝奪了上課的樂趣而整天悶悶不樂，食物也只吃平淡無味的馬鈴薯泥。Greg 來到後，用活潑又輕鬆的歌曲和音樂改變了牠們，更發揮了牠們的音樂天分，透過籌辦音樂會來募集學校資金成功挽救了學校。故事最後跟著Ms. Langtree和吉米一起觀賞馬戲團表演。
- 客棧居民（The Tavern People）

登場於第4集。每一位都有不同的職業和個性。共通點是名字不詳，而且會透過唱歌來表達自己的身分。裡面的每個人都知道並畏懼著野獸。
客棧老闆娘（The Tavern Keeper）
配音：Audrey Wasilewski（美國）；陳季霞（台灣）
是一位聲音尖銳，身材矮胖的婦人。知道有關野獸的傳說並警告Wirt 手提黑色燈籠的就是野獸，間接誤導了Wirt 把樵夫視為敵人。
玩具師傅（The Toymaker）
配音：Frank Fairfield（美國）；魏德（台灣）
是一位總是呵呵笑的老人。常坐在火爐旁雕刻著小木雕。
公路強盜（The Highway Man）
配音：Jerron "Blind Boy" Paxton（美國）；陳彥鈞（台灣）
一位表情猙獰的強盜。
裁縫（The Tailor）
配音：魏德（台灣）
一位老是悶悶不樂，一直拉長臉又哭哭啼啼的裁縫。
屠夫（The Butcher）
配音：陳宗岳（台灣）
一位壯碩，手拿菜刀的屠夫。
麵包師傅（The Baker）
配音：魏德（台灣）
一位矮小的麵包師傅。
接生婆（The Midwife）
配音：徐瑀甄（台灣）
身材矮胖的婦人。曾從嘴裡吐出一隻魚。
大師和學徒（The Master and his Apprentice）
配音：歐祖豪（台灣）
身穿莎士比亞時代衣服的學者，身邊用繩子綁著自己的瘦小的學徒。
樂隊（The Band）
負責在舞台上吹奏背景音樂。
- 弗瑞德 / 瑞德（Fred the Horse）

配音：Fred Stoller（美國）；歐祖豪（台灣）
登場於第4、5、10集。除了Beatrice 以外，另一隻會說話的動物。過去和可能Beatrice 一樣犯錯而被下咒變成一匹馬。(有可能是偷了不該偷的東西，見第5集)
原先被關在客棧裡的馬廄，一邊吃東西，一邊聽Beatrice 發牢騷。因為沒有回應她，所以一度被Beatrice誤會自己不會說話。還曾經為此而偷笑。
因Wirt 要到森林裡找Beatrice 的行蹤而跟著兩兄弟一起行動。在Wirt 和Beatrice 尋找Quincy 家裡有沒有零錢好搭船時，負責和Greg一起引開Quincy。
曾一度懷疑Quincy 是瘋子，殺了畫像裡的女人並霸佔著她的家而要Greg  逃走，之後遇見了那位"女鬼"，而嚇得趴在地上祈求憐憫。誤會解開後，選擇跟在Quincy的身邊，負責幫他運送茶葉。
- 昆西(Quincy Endicott)

配音：约翰·克里斯，John Cleese（美國）；陳幼文（台灣）
登場於第5、10集。第9集裡有出現寫著他名字的墓碑。
是一位富有的茶商。有點神經質。愛錢勝過於一切，還蓋了一棟巨大的豪宅(建設風格為喬治亞式建築)。喜歡向人炫耀自己的財富。
相信Wirt 等人是他沒見過面的姪子的謊言，還熱情的招待他們參觀宅邸。曾向兩兄弟坦承自己有點瘋癲，因為他愛上了一幅從沒見過的畫像裡的女子，從此，他便時常看見那名畫像女子的鬼影在附近徘徊。之後被Greg 說服要面對自己的恐懼而帶著Greg 和Fred 一起去看那幅畫像。
曾一度被Fred 誤以為是殺人魔，後來誤會被Wirt 解開:其實他愛慕的那名女子不是幽靈，而是他的競爭對手。兩人的家因為太大，以至於沒發現彼此是相連的。最後和他的愛人，以及Fred 一起生活，並送了其中一分錢給兩兄弟。(後來被Greg 丟進水池裡)
- 瑪格麗特(Margueritte Grey)[12]

配音：Bebe Neuwirth（美國）；陳季霞（台灣）
登場於第5、10集。Quincy 愛慕的畫像裡的女子。同樣也有一棟巨大的豪宅(建設風格是法國洛可可時期)。
據Quincy 的說法，她的"鬼影"一直纏著他不放，但其實自身也被Quincy 的"鬼影"給騷擾著。後來誤會被Wirt 解開，得知對方其實是誤闖了他們彼此的宅邸，因為他們宅邸其實是相連的。最後和Quincy ，以及Fred 一起生活，並送了另一分錢給兩兄弟。(後來被Greg 丟進水池裡)
- 郵輪上的青蛙們(The Riverboat Frogs)

登場於第6集。從船員到乘客，全都是穿著正式禮服的青蛙。
喜歡聽音樂，尤其是低音管。
因Wirt 意外把唯一吹奏低音管的樂團成員打下船，所以接任此重要位置，以防被趕下船，結果他的演奏和Greg's frog 的演唱意外地受到大家喜愛。
下船後，不少青蛙拿唱片合約給Greg's frog，還幫他做了寶座，替他穿上了襪子。之後所有的青蛙都潛入到泥地裡冬眠。
- 阿德蕾(Adelaide)

配音：约翰·克里斯，John Cleese（美國）；魏德（台灣）
登場於第6集。據Beatrice 的說法，她是一位住在牧場裡的"好女人"，實際上她是一位瘦弱又陰險的女巫。總是窩在家裡的床上，很討厭有空氣流進來，因為會害她生病。
持有一把小鳥形狀的魔法剪刀，並以此來威脅Beatrice 去幫她辦事:引誘兩兄弟到她家，再把兩兄弟變成無腦的童僕。這麼做是根據在她耳邊迴盪的聲音(野獸的指示)，加上她不方便外出工作。
曾一度用家裡的毛線抓到偷跟在Beatrice 身後的兩兄弟，但被Beatrice 用外面的新鮮空氣給消滅，變成一陣黑煙。
在第7集裡提到她是Auntie Whispers 的姊妹。
- 羅娜(Lorna)

配音：Shannyn Sossamon（美國）；楊凱凱（台灣）
登場於第7、10集。和Auntie Whispers 住在一起的女傭。身體虛弱，臉色蒼白，總是不停的咳嗽。是Wirt 暗戀過的對象。
一開始對於兩兄弟的到來很害怕，因Auntie Whispers 不准有活人進來，於是暫時把兩兄弟藏進裝滿黑色烏龜的籠子裡。之後和自願的Wirt 一起做家事，並對彼此產生了好感。
因Greg 追著青蛙跑到Auntie Whispers 並驚醒了她。Lorna 便帶著兩兄弟到她位於樓下的房間，並在那裡被惡靈控制，企圖吃掉兩人。最後被Wirt 用已被青蛙吃下肚的鈴鐺，把身上附著的惡靈趕走，才順利恢復自我，身體也恢復朝氣。
因不想離開待她如親人的Auntie Whispers ，兩人最後以一家人的方式和樂地住在一起。
- 微微阿姨(Auntie Whispers)

配音：蒂姆·克里，Tim Curry（美國）；符爽（台灣）
登場於第7、10集。和女傭Lorna 住在一起，長得像一隻巨大貓頭鷹的女巫。。外貌可怕，但內心善良。不允許有任何活人進到她的家裡(其實是為了避免被惡靈吃掉)。
隨身帶著一個小鈴鐺。只要搖起鈴鐺，說出咒語:The ringing of the bell commands you(鈴聲命令你)，就可以命令Lorna 做任何事。
因為長相嚇人，又生吃一隻黑色烏龜，一度被Wirt 誤認為是生吃人類的妖怪，實際上是為了避免Lorna 體內的惡靈到處作亂，才用鈴聲控制Lorna。
後來Lorna 體內的惡靈被趕走後，原本想和恢復自由的Lorna 道別，但Lorna 選擇繼續跟她在一起，兩人最後以一家人的方式和樂地住在一起。
和Adelaide 是姊妹，但不知其已死亡，還好心的警告兩兄弟要小心她。
- 雲端城市的居民(Cloud City People)

登場於第8集。有人型、動物、和只有臉孔等等各式各樣的精靈。共通點是都長著天使翅膀，而且會透過唱歌來歡迎貴客(Greg)。裡面的每個人都畏懼著兇猛的北風。
雲端城市歡迎委員會（Cloud City Reception Committee）
配音：Judah Nelson （美國）；劉如蘋、王貞令、徐瑀甄（台灣）
共三個。每一個都長得一模一樣。帶著紙做成的尖帽子，留著紅紫色的短髮，圓形的身材，腹部是顯示3點整的時鐘。
雲端城市輔助歡迎委員會（Cloud City Auxiliary Committee）
共三個。每一個都長得一模一樣。留著辮子，穿著粉色長裙，手持棒子的三位少女。
雲端城市第三委員會（Cloud City Committee Number Three）
共三個。由綠色的河馬、紅色配上白色斑點的長頸鹿，以及灰色的猴子組成。每一位都帶著紳士帽。
The Disturbing Creature
一隻板著臉，個性沉悶的巨大灰色狗。頭上籠罩著一片下雨的灰色雲朵。牠的四周都是灰色的，而且背景音樂非常沉悶。
雲端女皇（The Queen of the Clouds）
配音：Deborah Voigt（美國）；陳季霞（台灣）
身穿藍色上衣，白色禮服，留著一頭藍髮的女子。頭上有許多白鴿飛舞著。
是掌管雲端城市的女皇。在Greg 擊退北風後出現。
為了答謝Greg 的英勇表現，原本打算讓他回家，但在Greg要求一起帶著Wirt 離開時拒絕，因Wirt 已經失去想生存下去的意志。在Greg 的強烈要求下，勉為其難地幫Greg 實現了一個願望。(內容為何不知，可能和Greg 跟著野獸離開有關)
北風（The North Wind）
配音：Mark Bodnar（美國）；賴震澤（台灣）
住在雲端城市的一扇被鎖起來的大門外。是一大片灰色的氣旋雲，留著老人的眉毛和鬍子。能從手指中釋放出巨大的氣旋雲，或是吹出大風把人給吹跑。(現實中，兩兄弟也被一陣巨大的冷鋒給吹襲著)
因大門不小心被Greg 打開而逃出，並率領著他的小北風，對雲端城市進行攻擊。最後追著Greg 跑到一間房子裡時，被Greg 關進一個空的瓶子，結束了他的惡行。
- The Fisher Fish

登場於第8、10集。是一隻坐在船上垂釣的巨大灰色魚。在Wirt 意外掉入冰河裡時，和Beatrice一起用網子把他撈起，及時救了他。之後他繼續在河邊垂釣，並吊起了一隻黑色烏龜。
- 莎拉(Sara)

配音：Emily Brundige（美國）；劉如蘋（台灣）
登場於第9、10集。在第5集裡被Wirt 首次提及。是Wirt 的同學，也是他一開始的暗戀對象。對Wirt 很好。
留著一頭黑色短髮。在萬聖節穿著佈滿彩色斑點的小丑服裝，帶著紳士帽，畫著骷髏妝。真面目未知，有可能是非裔美國人(根據其說話語調和棕色的雙手)，但不得而知。
負責穿戴學校裡的吉祥物(一隻巨大，有著長鼻子的黃色蜜蜂)幫忙校隊加油打氣。不穿吉祥物時，會穿著一件藍色的NASA外套。
曾提及自己想學芭蕾，但被母親說服去學摔角。
Wirt 曾經收錄一捲錄音帶要送她，但中途反悔，最後是透過Greg 和其他同學幫忙放在外套的口袋裡，在躲避警察時，才在外套裡找到。(這幕剛好被Wirt 看到，間接導致Wirt 的失落)
最後在醫院裡與醒來的Wirt 談話並提到自己的家裡沒有錄音帶撥放器，被Wirt 提議一起到Wirt 的家裡聽。兩人的關係可能有更進一步的發展。
- 傑森(Jason Funderberker)[18]

配音：Cole Sanchez（美國）；魏德（台灣）
登場於第9、10集。在第6集裡被Wirt 首次提及。是Wirt 的同學，也是他的情敵。留著一頭棕色短髮，穿著綠色西裝，臉色蒼白，聲音非常沙啞。喜歡Sara, 並多次向她示好，引起Wirt 的不滿和忌妒。
在萬聖節夜晚，帶領Sara 等同學到一座叫"永恆花園"(Eternal Garden)的墓園裡聊鬼故事，想趁機嚇嚇Sara 並握住她的手，但被Sara 拒絕。之後跟著Sara 躲到一座墓碑後面，開玩笑地想聽聽Wirt 送給Sara 的錄音帶(這幕剛好被Wirt 看到，間接導致Wirt 的失落)。
最後和眾人一起在醫院裡聽Greg 講述在迷林的冒險，並對於Greg 以自己的名字為青蛙取名而感到高興。後面看起來似乎沒在追求Sara ，反跟另一位同學交往(兩人有牽手)。
- 凱瑟琳(Kathleen)

配音：楊凱凱（台灣）
登場於第9集。是Wirt 的同學，留著黃色長髮有點霸道的女生。喜歡拿Sara 和Jason 的事捉弄Wirt。萬聖節服裝是一位兔女郎。"幫忙"把Greg 拿過來的錄音帶放進Sara 的外套裡。
- 朗迪(Rhondi)

配音：徐瑀甄（台灣）
登場於第9集。是Wirt 的同學，留著橘色長髮，個性也很霸氣的女生，和Kathleen 一樣喜歡拿Sara 和Jason 的事捉弄Wirt。萬聖節服裝是一顆蛋。"幫忙"把Greg 拿過來的錄音帶放進Sara 的外套裡。
- 警察(The Police)

配音：符爽（台灣）
登場於第9集。是驅使兩兄弟前往迷林的"犯人"。在萬聖節開著警車巡邏，喜歡對路過的人開萬聖節玩笑，但惹出了不少麻煩。
- 丹尼爾太太(Mrs. Daniel)

配音：王貞令（台灣）
登場於第9集。留著一頭紫色捲髮，帶著紅色遮陽帽。給了Greg 很多糖果，並要兩兄弟在萬聖節小心點，還告訴Greg 不要再稱她"老太太﹙Oly lady﹚"，結果被Greg 稱為"先生﹙Young man﹚"。
- 比翠絲之母(Beatrice's mother)

配音：雪莉·瓊斯，Shirley Jones（美國）；王貞令（台灣）
登場於第9、10集。受到詛咒而和全家一起變成青鳥。在暴風雪裡帶著一家人躲在樹洞裡取暖，並看照著失溫的Wirt。一度被Wirt 誤認做Beatrice。
知道Wirt 和Beatrice 認識，還心急地詢問女兒的情況。很思念逃家的Beatrice，一直在祈禱著她能平安回來。
全家後來都被Beatrice 解開身上的詛咒而變回人形，繼續回到磨坊裡生活。
口頭禪是"吃你的泥土。"(變回人形也一樣)
- 比翠絲的家人(Beatrice's family)

登場於第9、10集。受到詛咒而和全家一起變成青鳥。在暴風雪裡和一家人躲在樹洞裡取暖，並看照著失溫的Wirt。
被變成青鳥時，外型和Beatrice 長得一樣，但是回復人型後，只有紅髮和雀斑一樣。家庭成員的數量驚人。
全家後來都被Beatrice 解開身上的詛咒而變回人形，繼續回到磨坊裡生活。
- 樵夫之女(The Woodsman's daughter)

登場於第10集和漫畫第四篇。本名安娜，母親去世後和父親住在森林裡，某天晚上家裡木柴用盡，但是天色已晚樵夫堅持不讓女兒出門砍柴。於是安娜等到樵夫就寢後偷溜出門，卻意外碰上魔獸。樵夫發現女兒自己外出後連忙追去也遇上魔獸，在地上發現女兒的披肩和斧頭，立刻撿起斧頭攻擊魔獸，魔獸的提燈滾到樵夫腳邊。正當樵夫要熄滅提燈時，魔獸卻宣稱安娜的靈魂在提燈裡，從此樵夫便接下了守燈人一職。但是在漫畫最後看到安娜其實成功逃回家裡，卻只看到父親朝森林走去的腳印。第10集野獸消失後，她從樵夫的家裡提著一盞蠟燭走出門外與父親重逢。

### 無名墳墓人物
- 谷村約翰(John Crops)

配音： C.W. Stoneking（美國）
全身由南瓜、西瓜，和黃瓜組成的蔬果人。是一位浪漫的吉他手。持有一輛和他的身體一樣的蔬果車。
一開始在難過地唱著情歌給自己的貓聽，遇到兩兄弟後，答應借車子給兩人代步，只要他們願意載他一起到大城市。
在到處亂走時，和高麗菜女士相撞並對她一見鍾情。最後幫忙接替樂隊的吉他手，和高麗菜小姐一起彈琴唱歌。兩人最後一起回到他的家裡過著幸福生活。
- 高麗菜女士(The Cabbage Woman)

和John 一樣是一位蔬果人，不同的是她的臉是由高麗菜組成的。身穿一件白色禮服，戴著白色帽子。
和John 意外相撞並對他一見鍾情。幫忙說服Jack 上台演奏，還跟著他一起唱歌。最後跟著Jack 住在一起，過著幸福的生活。
- 旁白(Narrator)

配音： Warren Burton（美國）；符爽（台灣）
負責解述整個故事的發展和結束。
- 約翰的貓(John's cat)

由John 飼養的一隻紫白相間的貓。一開始因為聽著主人的悲傷情歌而淚流滿面，後來和John 以及高麗菜小姐一起生活，也不再哭著一張臉。
- 鵝(The Goose)

於結尾登場的一隻綁著藍色緞帶的巨大鵝。被Greg 於草叢發現後帶著兩兄弟上路。

## 主旋律
歌詞(中英)
Led through the mist,
月色澄明如鏡，
By the milk-light of moon,
霧靄中指路迷蹤，
All that was lost, is revealed.
一度遺失的世界，重現。
Our long bygone burdens, mere echoes of the spring,
早早拋下的行囊，泉水輕細的聲響，
But where have we come, and where shall we end?
可我們此刻在哪，又應該去到何方?
If dreams can't come true, then why not pretend?
若美夢注定虛妄，那麼粉飾也無妨。
Oh how the gentle wind,
微風穿梭在林中，
Beckons through the leaves,
向旅人發出邀請，
As autumn colors fall.
隨著秋色徐徐落...。
"Dancing in a swirl,"
"Of golden memories,"
"The loveliest lies of all."
"The loveliest...lies...of all..."

## 集數
| 季數     | 集数   | 集数   | 首播日期      | 首播日期      |
| 季數     | 集数   | 集数   | 首映          | 季终          |
| -------- | ------ | ------ | ------------- | ------------- |
| 試播集   | 試播集 | 試播集 | 2013年9月9日  | 2013年9月9日  |
| 迷你影集 | 10     | 10     | 2014年11月3日 | 2014年11月7日 |

### 試播集（2013年）
| 標題 | 編劇              | 首播日期     |
| --- | ----------------- | ------------ |
| Tome of the Unknown: Harvest Melody | 帕特里克·麥克海爾 | 2013年9月9日 |
| 沃特和葛瑞格因為走累了想找地方休息，葛瑞格卻亂跑，發現了一輛水果車，還遇到了一位失意的蔬果人。為了借車，兩兄弟決定帶這名叫捷克的音樂家到大城市。他們會在那遇到什麼樣的冒險？ |                   |              |

### 迷你影集（2014年）
| 集數 | 標題                          | 編劇                                            | 首播日期      | 美國收視人數 （百萬） |
| --- | ----------------------------- | ----------------------------------------------- | ------------- | --------------------- |
| 1 | The Old Grist Mill            | Steve Wolfhard, Natasha Allegri, and Zac Gorman | 2014年11月3日 | 1.19                  |
| 沃特和葛瑞格在一片叫「迷林」的黑森林裡遇見會說話的青鳥-比翠絲，一個神祕的樵夫，和被一隻巨大的怪獸襲擊。                  |                               |                                                 |               |                       |
| 2 | Hard Times at the Huskin' Bee | Bert Youn, Aaron Renier, and Patrick McHale     | 2014年11月3日 | 1.19                  |
| 兩兄弟和比翠絲來到一個叫Pottsfield的農村，這裡的居民帶著南瓜頭。兩兄弟被迫在這裡進行詭異的勞力服務。                     |                               |                                                 |               |                       |
| 3 | Schooltown Follies            | Jim Campbell and Laura Park                     | 2014年11月4日 | 1.24                  |
| 沃特和比翠絲為了找亂跑的葛瑞格，來到一座動物小學。學校面臨著倒閉和大猩猩的騷擾。葛瑞格決定用學生們的音樂長處來拯救學校。 |                               |                                                 |               |                       |
| 4 | Songs of the Dark Lantern     | Pendleton Ward, Bert Youn, and Steve McLeod     | 2014年11月4日 | 1.24                  |
| 兩兄弟和比翠絲來到一座客棧，這裡住著各式各樣不同職業的人。沃特得知了有關神秘野獸的消息。                                 |                               |                                                 |               |                       |
| 5 | Mad Love                      | Natasha Allegri and Zac Gorman                  | 2014年11月5日 | 1.55                  |
| 富有的茶商瘋狂地愛上了一位畫作裡的女子，但是又畏懼那名女子在豪宅裡不斷徘徊的鬼影；沃特和比翠絲互道出彼此的黑暗過去。     |                               |                                                 |               |                       |
| 6 | Lullaby in Frogland           | Bert Youn and Nick Edwards                      | 2014年11月5日 | 1.55                  |
| 兩兄弟和比翠絲搭上了一艘從乘客到船員都是青蛙的郵輪；住在牧場裡的「好女人」阿德蕾，真的猶如比翠絲口中的那麼好心嗎？       |                               |                                                 |               |                       |
| 7 | The Ringing of the Bell       | Patrick McHale, Bert Youn, and Tom Herpich      | 2014年11月6日 | 1.19                  |
| 沃特和葛瑞格來到一棟小屋。沃特和屋裡一名叫羅娜的女傭相戀，但是羅娜身上藏著不能說的秘密。                                 |                               |                                                 |               |                       |
| 8 | Babes in the Wood             | Mark Bodnar, Jim Campbell, and Bert Youn        | 2014年11月6日 | 1.19                  |
| 天上的精靈帶葛瑞格到雲端城市，開始了葛瑞格的奇幻冒險。野獸的魔爪卻悄悄伸向意志消沉的沃特。                               |                               |                                                 |               |                       |
| 9 | Into the Unknown              | Cole Sanchez, Vi Nguyen, and Zac Gorman         | 2014年11月7日 | 1.13                  |
| 萬聖節到了，沃特想把一捲錄音帶送給他心儀的女生，但是計畫不如預期。當兩兄弟翻過了牆外，等在他們面前的究竟是？             |                               |                                                 |               |                       |
| 10 | The Unknown                   | Natasha Allegri, Jim Campbell, and Tom Herpich  | 2014年11月7日 | 1.13                  |
| 葛瑞格快被野獸變成一棵樹，沃特能及時救到他的弟弟嗎?野獸的真面目和樵夫的黑暗過去，會為迷林帶來什麼樣的衝突？              |                               |                                                 |               |                       |

## 漫畫
於2014年10月由Boom!工作室宣布推出KaBoom！製作的《謎樣森林》漫畫，並在2014年11月5日發行。漫畫由McHale監督，被製作為一個超大的特輯。這一系列漫畫主要作為系列的續集和前傳，而不是講述劇集之間發生的冒險。

## 相關連結
- Watch online （页面存档备份，存于）
- 爛番茄上《花園牆外》的資料（英文）
- 豆瓣电影上《花園牆外》的資料 （简体中文）
- 互联网电影数据库（IMDb）上《Over the Garden Wall》的资料（英文）
- 互联网电影数据库（IMDb）上《Tome of the Unknown》的资料（英文）
- （页面存档备份，存于）(來源出處)
- （页面存档备份，存于）
- （页面存档备份，存于）
- （页面存档备份，存于）